# U-50号潜艇 (1939年)
U-50号（德語：U 50）是纳粹德国战争海军建造的二十四艘VII-B型潜艇（或称U艇）之一。它由基尔的日耳曼尼亚船厂承建，于1939年11月1日下水，至同年12月12日交付使用。第二次世界大战期间，该艇曾执行过两次巡逻作战，共击沉4艘同盟国或中立国商船，累积总吨位为16,089吨。1940年4月6日左右，U-50号在泰尔斯海灵岛以北的北海触雷沉没，艇内44名官兵全数阵亡。

## 设计
由于原有VII-A型潜艇的燃料容量有限而导致航程不足，战争海军于1936年又设计建造了24艘VII-B型潜艇作为改进版。为了提高操纵性和转向性能，他们在两副螺旋桨后部设计了两片舵，并增大舵面面积。VII-B型艇的内部空间更大，因此可在外部鞍状水舱内多装载33吨燃油。这种燃料舱是“自动加注”的——当柴油不断被消耗时，海水也不断进入该水舱以补偿浮力。艇艏和艇艉还设有纵倾平衡水舱，通过调整两端水量来防止潜艇在水下可能产生的纵倾和横摇。作为VII-B型艇，U-50号的全长增加了两米，达到66.50米，舷宽6.20米、高9.5米，并有4.74米的吃水深度，水上和水下排水量分别为753吨和857吨。动力采用两台日耳曼尼亚生产的F46型六缸四冲程1,400匹公制馬力（1,000千瓦特）涡轮增压柴油机用于水面运行，以及两台AEG提供的GU 460/8-276型375匹公制馬力（280千瓦特）双作用电动发电机用于水下航行；水面最高航速17.9節（33.2每小時），水下8節（15每小時）；能够在水面以10節（19每小時）航速续航8,700海里（16,100），或以4節（7.4每小時）连续在水下航行90海里（170）而无需充电。
武器装备方面，U-50号装备有五具内置式鱼雷发射管——艇艏四具、艇艉一具。相较于VII-A型艇，其艇艉的鱼雷发射管设计在耐压壳体内部、两片舵之间，鱼雷可以由此向外发射。在轮机舱甲板下方还配备了用于艇艉的鱼雷装填系统，耐压壳体与甲板室之间一前一后还设计有外置鱼雷贮存装置，因此U-50号的鱼雷储备和发射能力也得以提升，可携带14枚G7型鱼雷或最多26枚TMA型水雷（TMB型则为39枚）。此外，该艇还搭载有一门配备220发弹药的88毫米35式速射炮以及一门配备1,195发弹药20毫米30式高射炮作为甲板炮。其标准船员编制为4名军官及40－56名水兵。

## 历史
1936年11月21日，海军造舰局根据《英德海军协定》的要求，正式将十一艘VII-B型潜艇（U-45至U-55号）的建造合同发包予基尔的日耳曼尼亚船厂。其中U-50号于1938年11月3日开始铺设龙骨，建造序列为585。经过近十二个月的建造，它于1939年11月1日下水，至同年12月12日在前U-18号艇长、海军上尉马克斯-赫尔曼·鲍尔的指挥下交付使用。完成海试后，该艇加入驻基尔的“韦格纳”潜艇区舰队，先后担任作战艇和前线艇直至1939年12月31日。当U艇编制于1940年1月1日重组时，它又继续在驻基尔的第7潜艇区舰队担任前线艇，直至4月6日沉没。
第二次世界大战期间，U-50号曾执行过两次巡逻作战，共计击沉4艘同盟国或中立国商船，累积总吨位为16,089吨。

### 第一次巡逻
U-50号的全部4项战功都是在首次巡逻中取得。鲍尔上尉于1940年2月6日15:50率艇离开黑尔戈兰岛，前往北大西洋和比斯开湾游弋。四天后，即2月11日22:40，他们用探照灯发现了无护航的瑞典货船奥拉尼亚号（Orania），但一时无法确定对方是否中立。延至23:54，货船才被U-50号发射的一枚鱼雷击中，3分钟内在设得兰群岛的弗拉加灯船东北偏北约65海里（120）处沉没。15日02:07分，同样无护航的丹麦货船马里兰号（Maryland）也被鲍尔的一枚鱼雷击中，断成两截并于7分钟内沉没。而此前于01::54发射的第一枚鱼雷则因过早引爆而失效。
2月21日02:54，荷兰货船塔拉号（Tara）在菲尼斯特雷角以西被U-50号的一枚鱼雷击中，并于03:12遭遇“致命一击”，至20分钟后沉没。德国潜艇早在午夜前后便发现了该船，据鲍尔报称，对方在途中没有明显的中立标记，遂于01:38向其发射了第一枚鱼雷，但错失目标。次日00:20，U-50号又袭击了OGF-19号护航船队，并在维戈以西约100海里（190）处发射鱼雷击沉船队内的英国液货船不列颠奋进号（British Endeavour）。经过为期二十八天、共计约4,800海里（8,900）的航行后，该艇经于3月4日16:50经由威廉港、布伦斯比特尔和威廉皇帝运河返抵基尔。

### 第二次巡逻
在第二次巡逻中，为了支援入侵挪威的“威悉演习行动”，U-50号于1940年4月5日从威廉港启程，驶入北海，从此再未归航。它本应与U-37、U-38、U-47、U-48和U-49号共同组成第五潜艇集群，在设得兰群岛以东、沃格斯峡湾和特隆赫姆的作战区域游弋，但自出发后便没有发出任何无线电信息。根据战后的评估，该艇或是4月10日在62°54′N 01°56′W / 62.900°N 1.933°W处被英国驱逐舰英雄号击沉。但英国的海军历史处外国资料科（FDS/NHB）于1993年12月否定了这份评估，指出英雄号当时发动的攻击极有可能并非针对潜艇。由于没有盟军的袭击可以解释U-50号的损失，该艇很可能是4月6日前后在前往预定地点的途中在英国的第7号雷区触雷沉没。这片雷区位于泰尔斯海灵岛以北的54°14′N 05°07′E / 54.233°N 5.117°E处，由英国驱逐舰呈现号、埃斯克号、伊卡洛斯号和冲动号于1940年4月3日共同敷设。艇内44名官兵全数推定阵亡。

## 袭击历史摘要
| 日期          | 船名         | 船籍 | 吨位  | 结局 |
| ------------- | ------------ | ---- | ----- | ---- |
| 1940年2月11日 | 奥拉尼亚号   | 瑞典 | 1,854 | 击沉 |
| 1940年2月15日 | 马里兰号     | 丹麦 | 4,895 | 击沉 |
| 1940年2月21日 | 塔拉号       | 荷蘭 | 4,760 | 击沉 |
| 1940年2月22日 | 不列颠奋进号 | 英国 | 4,580 | 击沉 |

## 脚注
1. 1 2  加洛普，第72頁.
2. ↑  威廉生，第10頁.
3. 1 2  Gröner 1991，第43–44頁.
4. 1 2 3  . U-Boot-Archiv.   [2024-05-26]. （原始内容存档于2023-06-01）.
5. 1 2  Helgason, Guðmundur. . German U-boats of WWII - uboat.net.   [2024-05-26].
6. 1 2  Helgason, Guðmundur. . German U-boats of WWII - uboat.net.   [2024-05-26]. （原始内容存档于2022-05-26）.
7. ↑  Helgason, Guðmundur. . German U-boats of WWII - uboat.net.   [2024-05-26]. （原始内容存档于2020-09-19）.
8. ↑  Helgason, Guðmundur. . German U-boats of WWII - uboat.net.   [2024-05-26]. （原始内容存档于2020-09-30）.
9. ↑  Helgason, Guðmundur. . German U-boats of WWII - uboat.net.   [2024-05-26]. （原始内容存档于2020-09-19）.
10. ↑  Helgason, Guðmundur. . German U-boats of WWII - uboat.net.   [2024-05-26]. （原始内容存档于2020-11-11）.
11. ↑  Helgason, Guðmundur. . German U-boats of WWII - uboat.net.   [2024-05-26]. （原始内容存档于2023-01-27）.
12. ↑  Niestlé，第39, 215頁.